# Arthur Rudd
Arthur George Rudd (Widnes, 22 ottobre 1890 – St. Petersburg, 14 aprile 1968) è stato un calciatore statunitense, di origini inglesi, di ruolo difensore.

## Carriera

### Club
Ha sempre giocato nel campionato statunitense.

### Nazionale
Ha partecipato alle Olimpiadi del 1924.